# Episodi di CSI: NY (sesta stagione)
La sesta stagione della serie televisiva CSI: NY è stata trasmessa negli Stati Uniti dal 23 settembre 2009 al 26 maggio 2010 su CBS, ottenendo un'audience media di 12.662.000 telespettatori, risultando così una delle serie tv più seguite della stagione televisiva statunitense.
In Italia è andata in onda su Italia 1 dal 17 gennaio 2011 al 31 marzo 2011, ad esclusione del settimo episodio, facente parte del crossover con le altre due serie di CSI, che è stato saltato e trasmesso in prima TV da Fox Crime il 5 agosto 2011. Su Italia 1 è stato trasmesso in una serata speciale il 12 settembre 2011.
| nº | Titolo originale                  | Titolo italiano                                    | Prima TV USA      | Prima TV Italia  |
| -- | --------------------------------- | -------------------------------------------------- | ----------------- | ---------------- |
| 1  | Epilogue (2)                      | Epilogo (2ª parte)                                 | 23 settembre 2009 | 17 gennaio 2011  |
| 2  | Blacklist (Featuring Gravedigger) | La lista nera (con la partecipazione del becchino) | 30 settembre 2009 | 17 gennaio 2011  |
| 3  | Lat 40° 47' N/Long 73° 58' W      | La bussola                                         | 7 ottobre 2009    | 24 gennaio 2011  |
| 4  | Dead Reckoning                    | Tracce genetiche                                   | 14 ottobre 2009   | 24 gennaio 2011  |
| 5  | Battle Scars                      | Ferite di guerra                                   | 21 ottobre 2009   | 31 gennaio 2011  |
| 6  | It Happened to Me                 | È successo anche a me                              | 4 novembre 2009   | 31 gennaio 2011  |
| 7  | Hammer Dawn (Part Two)            | Corsa contro il tempo                              | 11 novembre 2009  | 5 agosto 2011    |
| 8  | Cuckoo's Nest                     | Il nido del cuculo                                 | 18 novembre 2009  | 7 febbraio 2011  |
| 9  | Manhattanhenge                    | L'alba di Manhattan                                | 25 novembre 2009  | 7 febbraio 2011  |
| 10 | Death House                       | Casa della morte                                   | 9 dicembre 2009   | 14 febbraio 2011 |
| 11 | Second Chances                    | Due anni in più                                    | 16 dicembre 2009  | 14 febbraio 2011 |
| 12 | Criminal Justice                  | Giustizia criminale                                | 13 gennaio 2010   | 21 febbraio 2011 |
| 13 | Flag On the Play                  | Belle da morire                                    | 20 gennaio 2010   | 21 febbraio 2011 |
| 14 | Sanguine Love                     | Amore e sangue                                     | 3 febbraio 2010   | 28 febbraio 2011 |
| 15 | The Formula                       | La formula                                         | 10 febbraio 2010  | 28 febbraio 2011 |
| 16 | Uncertainty Rules                 | Coincidenze                                        | 3 marzo 2010      | 7 marzo 2011     |
| 17 | Pot of Gold                       | Oro puro                                           | 10 marzo 2010     | 7 marzo 2011     |
| 18 | Rest in Peace, Marina Garito      | Suicidio apparente                                 | 7 aprile 2010     | 14 marzo 2011    |
| 19 | Redemptio                         | Redenzione                                         | 14 aprile 2010    | 14 marzo 2011    |
| 20 | Tales from the Undercard          | Il gladiatore                                      | 5 maggio 2010     | 24 marzo 2011    |
| 21 | Unusual Suspects                  | Insoliti sospetti                                  | 12 maggio 2010    | 24 marzo 2011    |
| 22 | Point of View                     | Punto di vista                                     | 19 maggio 2010    | 31 marzo 2011    |
| 23 | Vacation Getaway                  | In vacanza                                         | 26 maggio 2010    | 31 marzo 2011    |

## Epilogo (2ª parte)
- Titolo originale: Veritas
- Diretto da: David Von Ancken
- Scritto da: Pam Veasey

### Trama
La squadra è ancora sotto shock per la morte di Jessica. Iniziano le indagini per identificare l'assassino, ma non si trova nessuna traccia che possa portare a un sospetto.
- Altri interpreti: Sarah Carter, Andrew Lawrence, Gloria Votsis

## La lista nera (con la partecipazione del becchino)
- Titolo originale: Blacklist (Featuring Gravedigger)
- Diretto da: Duane Clark
- Scritto da: Peter M. Lenkov

### Trama
Un serial killer seleziona le proprie vittime usando la sua abilità di hacker informatico. Ora c'è l'ultima vittima da salvare.
- Guest star: Greg Germann, John Terry, Gail O'Grady
- Altri interpreti: Andre Royo, Evan Jones, Dameon Clarke, Michelle Krusiec, Rachel Specter

## La bussola
- Titolo originale: Lat 40° 47' N/Long 73° 58' W
- Diretto da: Matt Earl Beesley
- Scritto da: Trey Callaway

### Trama
Viene trovato il cadavere di un guardiano notturno, impiccato, e un biglietto di addio. Dagli esami risulta che l'uomo è stato prima strangolato e poi è stato inscenato un finto suicidio. Nella tasca di Gonzales, una vecchia bussola il cui ago indica il Sud.
- Guest star: Sarah Carter, Skeet Ulrich
- Altri interpreti: James Martin Kelly, Josie Davis, Benjamin Benitez

## Tracce genetiche
- Titolo originale: Dead Reckoning
- Diretto da: Scott White
- Scritto da: John Dove

### Trama
Una donna confessa di aver ucciso il proprio marito, ma le prove sembrano smentirla e Mac crede che stia coprendo il vero colpevole.
- Guest star: Mykelti Williamson
- Altri interpreti: Sarah Carter, Mia Kirshner, McKenna Jones, Rose Rollins, Nadine Velazquez

## Ferite di guerra
- Titolo originale: Battle Scars
- Diretto da: Jeff T. Thomas
- Scritto da: Bill Haynes

### Trama
Un ballerino di street dance viene ritrovato morto nella camera di un albergo, poche ore dopo aver vinto una gara nella quale era in palio un premio di diecimila dollari.
- Altri interpreti: Raquel Alessi, Nathan Anderson, Bryce Johnson, Vincent Laresca, Brandon Phillips, Joe Slaughter

## È successo anche a me
- Titolo originale: It Happened to Me
- Diretto da: Alex Zakrzewski
- Scritto da: Wendy Battles e Pam Veasey

### Trama
Martin Stafford viene trovato morto, dopo che Hawkes lo aveva visitato. Le indagini portano alla conclusione che l'uomo sia morto per avvelenamento. Mac e i suoi pensano che Hawkes stia nascondendo qualcosa.
- Altri interpreti: Jonathan Chase, Nick Chinlund, Mercedes Mason, Darby Stanchfield

## Corsa contro il tempo
- Titolo originale: Hammer Dawn (Part Two)
- Diretto da: Scott Lautanen
- Scritto da: Peter M. Lenkov e Pam Veasey

### Trama
Un incidente stradale porta alla luce un traffico di donne che comprende la prostituzione, la maternità surrogata e il traffico di organi.
- Altri interpreti: Rosa Evangelina Arredondo, Michael Reilly Burke, Amanda MacDonald, Michael Massee, Wes Ramsey, Jeffrey D. Sams
- Special Guest: Laurence Fishburne

## Il nido del cuculo
- Titolo originale: Cuckoo's Nest
- Diretto da: Jeffrey Hunt
- Scritto da: Zachary Reiter e Aaron Rahsaan Thomas

### Trama
Sul luogo del ritrovamento del corpo di un uomo, la squadra di Mac individua la firma dell'"assassino della bussola". Si tratta della terza vittima del serial killer.
- Guest star: Nelly, Skeet Ulrich
- Altri interpreti: Josie Davis, Kieran Campion, Alex Cranmer, Austin Lysy, John Mese, Marguerite Moreau, Fredro Starr

## L'alba di Manhattan
- Titolo originale: Manhattanhenge
- Diretto da: Matt Earl Beesley
- Scritto da: Trey Callaway

### Trama
Il cerchio si stringe attorno al serial killer della bussola. La squadra di Mac Taylor scopre un rifugio sotterraneo, usato da Eckart per nascondersi.
- Guest star: Skeet Ulrich
- Altri interpreti: Josie Davis, Marc Menchaca, Martin Papazian

## Casa della morte
- Titolo originale: Death House
- Diretto da: Norberto Barba
- Scritto da: JP Donahue e Kevin Polay

### Trama
In seguito ad una chiamata al 911, Mac e la sua squadra si ritrovano in un attico deserto, dove scoprono qualcosa che li costringe, non solo a rintracciare l'autore della telefonata, ma anche a risolvere il mistero di un cadavere mummificato.
- Altri interpreti: Ella Thomas

## Due anni in più
- Titolo originale: Second Chances
- Diretto da: Eric Laneuville
- Scritto da: John Dove

### Trama
Alla vigilia di Natale, viene trovato il corpo di un certo James Mannig, investito da un pirata della strada. Il ragazzo era un ex-tossicodipendente, appena riabilitatosi.
- Altri interpreti: Vanessa Minnillo, Kim Kardashian, La La Vazquez, Pat Monahan, Chris Coy, David Sullivan

## Giustizia criminale
- Titolo originale: Criminal Justice
- Diretto da: Christine Moore
- Scritto da: Bill Haynes

### Trama
L'udienza preliminare contro Antonio Reyes si conclude con il rilascio su cauzione a causa di un inquinamento delle prove.
- Altri interpreti: D. B. Sweeney, Jeff Perry, Kristin Richardson, Joe Manganiello, Judith Hoag

## Belle da morire
- Titolo originale: Flag On The Play
- Diretto da: Christine Moore
- Scritto da: Bill Haynes

### Trama
Una ragazza, giocatrice in una squadra di football femminile, viene trovata morta negli spogliatoi. Le indagini svelano loschi retroscena nell'ambiente interno alla squadra.
- Altri interpreti: D.B. Sweeney, Jeff Perry, Kristin Richardson, Joe Manganiello, Judith Hoag

## Amore e sangue
- Titolo originale: Sanguine Love
- Diretto da: Christine Moore
- Scritto da: Bill Haynes

### Trama
Dopo aver ritrovato il cadavere dissanguato di una giovane donna, la squadra inizia ad indagare nell'ambito del culto moderno del vampirismo.
- Altri interpreti: D.B. Sweeney, Jeff Perry, Kristin Richardson, Joe Manganiello, Judith Hoag

## La formula
- Titolo originale: Sanguine Love
- Diretto da: Matt Earl Beesley
- Scritto da: Aaron Rahsaan Thomas

### Trama
Un pilota d'auto resta vittima di un grave incidente durante una gara. Dalle indagini si scopre che il motore è stato manomesso e che non si è trattato di un incidente.
- Altri interpreti: Danica Patrick, Antonio Sabato Jr., Erik Eidem, Kevin Kilner, Marisa Ramirez, Rick Peters, Timothy V. Murphy.

## Coincidenze
- Titolo originale: Uncertainty Rules
- Diretto da: Jeff T. Thomas
- Scritto da: Zachary Reiter

### Trama
Un ragazzo in preda ad allucinazioni viene fermato per la strada mentre brandisce un'ascia urlando. È coperto di sangue ma il sangue non è il suo e in tasca ha una chiave.
- Altri interpreti: Angela Gots, Cullen Douglas, Dominic Keating, Hal Landon Jr., Joe Reegan, Ken Luckey, Linda Porter, Martin Klebba, Sarah Habel, Stephen Gabriel

## Oro puro
- Titolo originale: Pot of Gold
- Diretto da: Eriq La Salle
- Scritto da: Trey Callaway

### Trama
Vengono trovati i cadaveri di due ragazzi in un magazzino abbandonato. Uno gestiva un blog e smascherava scandali e truffe locali, l'altro non ha identità.
- Altri interpreti: Madchen Amick, Kyle Gallner, Aaron Ashmore, Erin Cahill, Ian Ziering, Kieren Hutchinson

## Suicidio apparente
- Titolo originale: Rest in Peace, Marina Garito
- Diretto da: Allison Liddi-Brown
- Scritto da: Pam Veasey

### Trama
Marina viene trovata morta e Stella è l'unica a credere che sia stata uccisa, poiché da tempo la sentiva ogni settimana per avere notizie del fratello scomparso.
- Altri interpreti: Madchen Amick, Brian Goodman, Moran Atias

## Redenzione
- Titolo originale: Redemptio
- Diretto da: Steven Depaul
- Scritto da: Peter M. Lenkov e Bill Haynes

### Trama
Hawkes è stato chiamato in un carcere della Pennsylvania da un detenuto che sta per essere giustiziato. L'uomo gli confessa di essere l'assassino di sua sorella Maya.
- Guest star: Edward Furlong
- Altri interpreti: Harold Perrineau, Robert Curtis Brown, Tyler Francavilla

## Il gladiatore
- Titolo originale: Tales from the Undercard
- Diretto da: Skipp Sudduth
- Scritto da: Aaron Rahsaan Thomas e Steven Fidler

### Trama
Durante uno scontro in un cantiere si scopre accidentalmente un cadavere imprigionato nel cemento. Per gli uomini di Mac Taylor inizia un vero rompicapo.
- Altri interpreti: Graham Beckel, Brendan Fehr, Drew Tyler Bell, Fernanda Andrade, Michael William Freeman, Tommy Savas

## Insoliti sospetti
- Titolo originale: Unusual Suspects
- Diretto da: Marshall Adams
- Scritto da: Wendy Battles e John Dove

### Trama
Un ragazzino crolla a terra in strada proprio vicino a Audrey e Mac. Il fratellino dice che un uomo cattivo ha rubato al fratello un orologio d'oro e gli ha sparato.
- Altri interpreti: Madchen Amick, Aaron Refvem, Andrew J. West, Gina Philips

## Punto di vista
- Titolo originale: Point of View
- Diretto da: Alex Zakrzewski
- Scritto da: Pam Veasey

### Trama
Mac rimane ferito durante la cattura di un omicida ed è costretto a restare a casa in convalescenza. In un ristorante viene trovato il cadavere di un uomo non identificato.
- Guest star: Claire Forlani
- Altri interpreti: Gale Harold, Gino Anthony Pesi

## In vacanza
- Titolo originale: Vacation Getaway
- Diretto da: Duane Clark
- Scritto da: Trey Callaway e Zachary Reiter

### Trama
Shane Casey viene arrestato dopo un tentativo di fuga rocambolesca, ma mentre è in custodia in attesa di essere trasferito in cella, riesce a liberarsi e fugge di nuovo.
- Guest star: Edward Furlong
- Altri interpreti: Danny Nucci, Adam J. Harrington